# Dr. Peter Silberman
Dr. Peter Silberman es un personaje ficticio interpretado por Earl Boen en The Terminator, Terminator 2: el juicio final y en Terminator 3: La rebelión de las máquinas, y por Bruce Davison en la serie de televisión Terminator: The Sarah Connor Chronicles.

## The Terminator
En The Terminator, Silberman es psiquiatra de la policía estacionado en la comisaría. Como psiquiatra no lo respetan mucho. Se encarga de evaluar a Kyle Reese, el soldado enviado desde el futuro para proteger a Sarah Connor del Terminator, la máquina que la persigue. Él describe la historia de Reese como delirios y alucinaciones y por eso lo cataloga como un loco. Además no hay pruebas de tecnología avanzada, debido a que la máquina del tiempo solo puede enviar a seres vivos, o entes con tejido vivo. Él deja el edificio de la policía segundos antes de que el Terminator entre y ataque poco después la comisaría.

## Terminator 2: El juicio final
Durante los años siguientes el continúa creyendo obstinadamente lo mismo a pesar de la masacre que hizo el Terminator en la comisaría después de que la dejara.
En Terminator 2: el juicio final, el Doctor Silberman regresa, como uno de los funcionarios del estado, del Hospital Psiquiátrico de Pescadero, donde Sarah Connor se encuentra como paciente. Se puso de manifiesto que, aunque tiene su interés superior en el fondo, que ha hecho poco con ella, y constantemente ha sido víctima de sus ataques, cuando la oportunidad se le presentó. Antes de que llegara el Terminator, ella le había apuñalado en la rodilla con su pluma. Sarah brevemente lo utiliza como rehén para tratar de salir del asilo cuando se niega a permitir su traslado a un centro de mínima seguridad, pese a haber cumplido cabalmente con las condiciones impuestas por Silberman para permitirlo. Amenaza con inyectar al Doctor Silberman con amoníaco. Durante el intento de fuga, el doctor Silberman fue testigo de la llegada del Terminator como del T-1000 y se sorprendió cuando éste utiliza su forma cambiante para pasar a través de una puerta, demostrando efectivamente la verdad de Sarah Connor en sus delirios.

## Terminator 3: La rebelión de las máquinas
En Terminator 3: La rebelión de las máquinas, un regimiento de policías han seguido al Terminator, a John Connor, y a Katherine Brewster, cuando el Terminator recupera las armas de Sarah Connor. Kate se cree que es un rehén, y la policía la rescata. Entre la policía, se encuentra el Doctor Silberman, que toma su lado y, muy a diferencia de antes, expresa cierto grado de auto-duda, posiblemente derivados de haber visto los dos Terminators en la anterior película en Pescadero. Cuando ve al Terminator T-850, él huye despavorido del lugar como si fuera un Deja Vu. Su destino es desconocido, aunque probablemente no sobreviviese al holocausto nuclear (puesto que como la mayoría de las personas no supo que se produciría) ya que no vuelve a aparecer en la saga.

## Terminator: Las Crónicas de Sarah Connor
En Terminator: The Sarah Connor Chronicles, el Doctor Peter Silberman se ve en el episodio siete "The Demon Hand". Allí es interpretado por Bruce Davison.
Tras la fuga de Sarah Connor, el Doctor Silberman entró en la jubilación, junto con la mayoría del personal del hospital psiquiátrico. Él se ha convertido en un recluso y ha comprado la tierra entre las montañas. En su soledad cuida jardines y trabaja en un libro sobre sus experiencias como psiquiatra. Si bien se entrevistó con el Agente del FBI James Ellison, en referencia a Sarah Connor, el Doctor Silberman dice que ella cogió una jeringuilla con droga y lo tomó como rehén a él. Después, ataca a Ellison en una serie de pruebas para confirmar que él es un ser humano, Ellison comparte con él una mano de un Terminator como prueba. En ese momento llega Sarah Connor, lo deja inconsciente y toma la mano del Terminator.
Tras la salida de Sarah, el agente Ellison despierta a Silberman y le exige la mano. Silberman dice que Sarah Connor la tiene. El agente del FBI detiene al Doctor y él es encarcelado en el mismo hospital psiquiátrico, donde estuvo Sarah.

## Doblaje
- Joaquín Díaz
  - Terminator (1984)
  - Terminator 2: El juicio final (1991)
  - Terminator 3: La rebelión de las máquinas (2003)

- David García Vázquez
  - Terminator: Las crónicas de Sarah Connor (2008)

- Datos: Q1401347